# 孙菊生 (政治人物)
孙菊生（1964年8月—），男，汉族，河南南阳人，中华人民共和国政治人物，曾任江西省统计局副局长、中国民主建国会中央委员会常务委员、江西省委员会副主任委员，第十一届全国人民代表大会江西地区代表。

## 生平
孙菊生毕业于中国社会科学院国民经济计划与管理专业。2008年起担任全国人大代表。2013年1月当选江西省政协副主席，2018年1月当选江西省人民政府副省长。2023年1月14日，当选江西省政协副主席。同年3月，当选为第十四届全国人大常委会委员。